# Max Born
Max Born (11. prosince 1882, Vratislav – 5. ledna 1970, Göttingen) byl německo-britský matematik a fyzik židovského původu. Spolu s Waltherem Bothem získal v roce 1954 Nobelovu cenu za fyziku za zásadní výzkum v kvantové mechanice, zejména za statistickou interpretaci vlnové funkce.

## Život
Narodil se v německé židovské rodině ve slezské části Pruska. Jeho otec byl profesorem anatomie a embryologie na Vratislavské univerzitě. Matka zemřela, když byly Maxovi čtyři roky. Na gymnáziu Maxe zajímaly více humanitní obory, později ho zaujala astronomie. Vystudoval fyziku a matematiku na Vratislavské univerzitě, studoval také v Heidelbergu (1902) a Curychu (1903). Nejvíce ho ovlivnily přednášky Davida Hilberta, Hermanna Minkowského, Felixe Kleina a Karla Schwarzschilda. Doktorát získal roku 1907, jeho dizertaci na téma pružnosti vedl Felix Klein. Po službě v armádě a krátkém zastavení v Cambridge v laboratoři Josepha Johna Thomsona působil na univerzitě v Göttingenu jako asistent Hermanna Minkowského. Přednášel teoretickou fyziku a vědecky se zabýval problematikou vztahu struktury a vlastností krystalických látek. Ve spolupráci s Fritzem Haberem navrhl metodu pro zjišťování mřížkové energie iontových sloučenin známou jako Bornův-Haberův cyklus.
V r. 1913 se oženil, s manželkou Hedwigou měli dvě dcery a syna. V r. 1915 nastoupil na univerzitu v Berlíně jako asistent Maxe Plancka, ale brzy byl povolán do armády, kde se zabýval radiokomunikacemi a akustickým průzkumem pro detekci a zaměřování střelby.
Roku 1919 se stal profesorem na univerzitě ve Frankfurtu a v roce 1921 profesorem teoretické fyziky v Göttingenu, kde se právě tvořilo intelektuální epicentrum „kvantové revoluce“ – Born zde potkal řadu dalších významných vědců, ať současných nebo budoucích (Enrico Fermi, Paul Dirac, Robert Oppenheimer, Edward Teller, Wolfgang Pauli, Werner Heisenberg, Georg Gamow aj.). S řadou z nich později spolupracoval a publikoval - nebyl samotářským typem vědce, rád tvořil v týmu, což tehdy ještě nebylo zcela samozřejmé. Zpočátku se Born zabýval zejména Einsteinovou teorií relativity, avšak kolem roku 1925 ho Heisenberg „přetáhl“ na stranu kvantové teorie. Společně rozpracovali maticovou mechaniku, později s přispěním Nielse Bohra známou jako kodaňská interpretace.
V roce 1933, po uchopení moci nacisty, musel pro svůj židovský původ opustit Německo. Odešel nejprve do Itálie a posléze do Anglie, kde se stal vedoucím katedry teoretické fyziky na univerzitě v Cambridgi. Zabýval se zde otázkami Maxwellovy teorie elektromagnetického pole. Absolvoval půlroční pracovní cestu do Indie. Roku 1936 přijal místo profesora fyziky na univerzitě v Edinburghu. Během svého působení v Edinburghu se věnoval kromě kvantové mechaniky i dalším fyzikálním oborům, např. optice. Na známé učebnici Základy optiky (Principles of Optics) s ním v letech 1951–54 spolupracoval český fyzik Emil Wolf.
Roku 1939 se stal členem Královské společnosti. Ve stejném roce získal britské občanství.
Za války se odmítl zapojit do vývoje atomové bomby, vždy kritizoval zneužívání vědy pro vojenské účely.
V roce 1950 získal Hughesovu medaili, roku 1954 Nobelovu cenu. Byl členem vědeckých akademií mnoha zemí (např. Německo, Anglie, SSSR, Indie, USA) a doktorem honoris causa devíti evropských univerzit.
Po odchodu do důchodu, v roce 1953, se vrátil do Německa. Žil v Bad Pyrmontu. V Německu i zemřel.Je pochován na hřbitově v Göttingenu.
Jeho vnučkou je britská herečka a zpěvačka Olivia Newton-Johnová, známá hlavně z filmového muzikálu Pomáda.

## Dílo
Položil základy kvantové mechaniky, přičemž zdůraznil její pravděpodobnostní charakter, tedy nutnost uchopit kvantové jevy statisticky. Roku 1926 objasnil rozptyl částic alfa. Spolu s Norbertem Wienerem zavedl do kvantové mechaniky operátory fyzikálních veličin. S Robertem Oppenheimerem formuloval teorii dvouatomových molekul. S Maxem von Lauem a Theodorem von Kármánem formuloval teorii vibrací a tepelných kmitů krystalové mřížky. Našel také způsob vyčíslení deformací elektronového obalu atomu.
Born napsal přes 300 původních článků a 20 knih. Kromě odborných publikací zaměřených na různé obory fyziky jsou mezi nimi také filozofické úvahy o společenské odpovědnosti vědců, vývoji fyziky ve 20. století a dopadu vědeckého bádání na sociální a politický život.